# Andreas Gschwandtner
Andreas Gschwandtner oder Andreas Gschwandter (auch Andreas de Schmodtner; * 12. Jänner 1696 in Stadlkirchen; † 25. Mai 1762 in Gleink) war ein österreichischer Benediktiner, Astronom und Mathematiker.

## Leben
Gschwandtner legte am 24. September 1716 im Benediktinerstift Gleink die Ordensgelübde ab. Er widmete sich dem Studium der Theologie und Mathematik. Seine Priesterweihe erhielt er 1720. 
Gschwandtner übernahm 1731 eine Stelle als Professor der Mathematik an der Universität Salzburg. Diese Stelle vertauschte er 1733 mit dem Amt des Beichtvaters der Benediktinerinnenabtei Nonnberg. 1735 kehrte er in das Kloster in Gleink zurück. Dort war er am 29. Juni zum Abt gewählt worden. Neben seiner klösterlichen Tätigkeiten, wobei seine Amtsführung als Abt positiv bewertet wurde, widmete er sich der Astronomie.

## Werke
- Erotemata physico-astronomica de cometis, anno 1744, quo cometa ex Andromeda egregiens terricolas terruit … proposita.